# 張人堡
張人堡（1972年—），臺灣嘉義縣閩南人，台灣連環殺人罪犯，在1993、1994、2003年間先後涉及苗栗後龍80歲老婦強盜姦殺案、嘉義殺害母親同居人案及士林箱屍命案(殺死同居女友)，共殺害3人。3起案件審理後在2004年11月11日被最高法院判處死刑確定。張人堡現已羈押在台北看守所，等待槍決。2024年，憲法法庭受理由張人堡等37名死刑犯提出的死刑釋憲案。

## 背景
張人堡於1972年出生於嘉義，在家中排行老大，有一弟一妹，就學時成績頗差，僅有國小學歷。十五歲開始於近洋漁船上打工，二十歲服役時使用安非他命，服用後產生遭便衣警察跟蹤的幻覺、懷疑有人要害他的被害意念，也有過視聽上的幻覺。

## 案發過程

### 苗栗後龍80歲老婦強盜姦殺案 (1993)
1993年8月14日，張人堡在苗栗後龍海巡部隊服兵役時，因看見一名83歲老婦牽牛獨行，便撿起樹幹痛打，並劫取金飾強姦。後因擔心穿著軍服犯案會觸犯軍法，因此將其殺害，並取出一根長達52公分的長鐵條，插入其陰道。 在2003年因士林箱屍案被捕應訊時還曾告訴法官：「想看看八十幾歲女人的陰道與二十幾歲女人的陰道有何不同。」

### 嘉義母親同居人命案 (1994)
在苗栗後龍發生命案後，當時並未承認自己的犯行，在隔年服兵役完成返回嘉義時，因不滿母親同居人大聲咆哮、拳打腳踢，故在衝突中，將其殺害。

### 台北士林箱屍案 (2003)
隨後服刑近7年，在台北市士林區定居。與余姓女友交往，兩人是姐弟戀，且跟毒品扯在一起。在2003年8月8日，因不滿余姓女友責備張人堡不幫忙拿藥，且余女持水果刀劃傷張男手臂，張男竟奪刀猛刺余女胸部三刀致死，再以行李箱裝屍體，從三樓住處用繩索往下垂吊，因繩索斷裂，行李箱掉落一樓鐵皮屋頂發出巨響，張趕緊爬到屋頂，慌亂中把行李箱藏在防火巷裡，再向余女友人借車搬運屍體遭拒，余女友人察覺有異，於是報警。張男因此案被捕到案，全部3起案件皆不肯認罪，毫無悔意。

## 後續發展
2004年6月，士林地方法院一審將1993年苗栗後龍老婦強盜姦殺案、2003年士林箱屍案分別判處死刑、兩個8年有期徒刑，合併後應執行死刑。2024年，憲法法庭受理由張人堡等37名死刑犯提出的死刑釋憲案。